# Diastoma chrysalloidea
Diastoma chrysalloidea is een slakkensoort uit de familie van de Diastomatidae. De wetenschappelijke naam van de soort is voor het eerst geldig gepubliceerd in 1911 door Bartsch.